# Garda Panteri
Garda Panteri, també coneguda com Specijalna Brigada Garda Panteri (en Serbi: Специјална бригада Гарда Пантери), va ser una unitat d'elit de l'Exèrcit de la República Srpska durant la Guerra de Bòsnia. Va ser fundada el 2 de maig de 1992 amb el nom inicial de la Guàrdia Nacional Sèrbia de la Regió Autònoma Sèrbia (SAO) de Semberija i Majevica (Српска национална гарда САО Семберија и Мацаја Sr. Garda Panteri) en honor a l'anterior comandant caigut Branko "Panter" Pantelić, per Ljubiša "Mauzer" Savić i membres del Fons de Solidaritat Sèrbia. Va lluitar a Bòsnia i Hercegovina (1992–1996) durant les guerres de Iugoslàvia.